# Bertrand-Piedmont-Gletscher
Der Bertrand-Piedmont-Gletscher ist ein 17,5 km langer und zwischen 5 und 8 km breiter Vorlandgletscher an der Fallières-Küste des Grahamlands auf der Antarktischen Halbinsel. Er liegt zwischen der Rymill Bay im Norden und der Mikkelsen Bay im Süden. Südöstlich wird er von der Pavie Ridge und nordöstlich durch den Black Thumb begrenzt.
Vermessen wurde er 1936 von Teilnehmern der British Graham Land Expedition (1934–1937) unter der Leitung des australischen Polarforschers John Rymill sowie erneut in den Jahren 1948 und 1949 durch den Falkland Islands Dependencies Survey. Das UK Antarctic Place-Names Committee benannte ihn 1955 nach dem US-amerikanischen Geographen und Polarhistoriker Kenneth J. Bertrand (1910–1978), Dozent an der Katholischen Universität von Amerika in Washington, D.C. Bertrand war von 1947 bis 1973 Mitglied des Advisory Committee on Antarctic Names, dem er 1962 bis 1973 vorsaß.